# Laccophilus espanyoli
Laccophilus espanyoli là một loài bọ cánh cứng trong họ Bọ nước. Loài này được Hernando miêu tả khoa học năm 1990.